# Christian Jacques
Christian Jacques es una marca suiza de relojes con sede en Basilea (Suiza). Christian Jacques es también una de las últimas marcas independientes de la industria relojera suiza.

## Historia
Fundada en 1988 por Christian Bach y Jacques Geeraerts, la marca Christian Jacques se ha expandido significativamente desde 1995.
Christian Jacques produce relojes en Suiza, bajo la estricta marca Swiss Made. Sus relojes están disponibles en muchos mercados como Suiza, la Unión Europea, Rusia, Ucrania, Azerbaiyán, Emiratos Árabes Unidos, Catar, las Monarquías del Golfo, Hong Kong, República Popular China, Macao y Singapur más recientemente.

## Modelos de relojes
Su gama abarca desde modelos de cuarzo en acero inoxidable hasta exclusivas ediciones limitadas en oro rosa macizo (18k) con movimientos automáticos producidos en Valjoux, pasando por otros refinados relojes con diamantes engastados, cerámica de alta tecnología, fibra de carbono y otros materiales nobles.
Christian Jacques lanza uno o dos nuevos modelos al año, además de su ya corta serie, ediciones limitadas y varios modelos y versiones con diseños propios originales.